# Comuna Mîhalciîna-Sloboda, Novhorod-Siverskîi
Mîhalciîna-Sloboda (în ucraineană Михальчина-Слобода) este o comună în raionul Novhorod-Siverskîi, regiunea Cernihiv, Ucraina, formată din satele Mîhalciîna-Sloboda (reședința) și Mîkolaiivske.

## Demografie
Componența lingvistică a comunei Mîhalciîna-Sloboda
     Rusă (78,7%)
     Ucraineană (21,3%)
Conform recensământului din 2001, majoritatea populației comunei Mîhalciîna-Sloboda era vorbitoare de rusă (78,7%), existând în minoritate și vorbitori de ucraineană (21,3%).